# Zsámbéki Szombatok
A Zsámbéki Szombatok (vagy Zsámbéki Szombatok Kulturális Fesztivál, egy időben Zsámbéki Szombatok Nyári Színház és Művelődési Ház) rendezvénysorozatot 1983-ban Mátyás Irén és férje, Bicskei Gábor indították el. A kezdetben szombatonkénti programok az 1990-es évekre Zsámbék egyre több különleges színteret biztosító helyszínét kihasználó, egész nyáron át tartó nemzetközi fesztivállá nőtt Zsámbéki Nyári Színház néven.

## Története

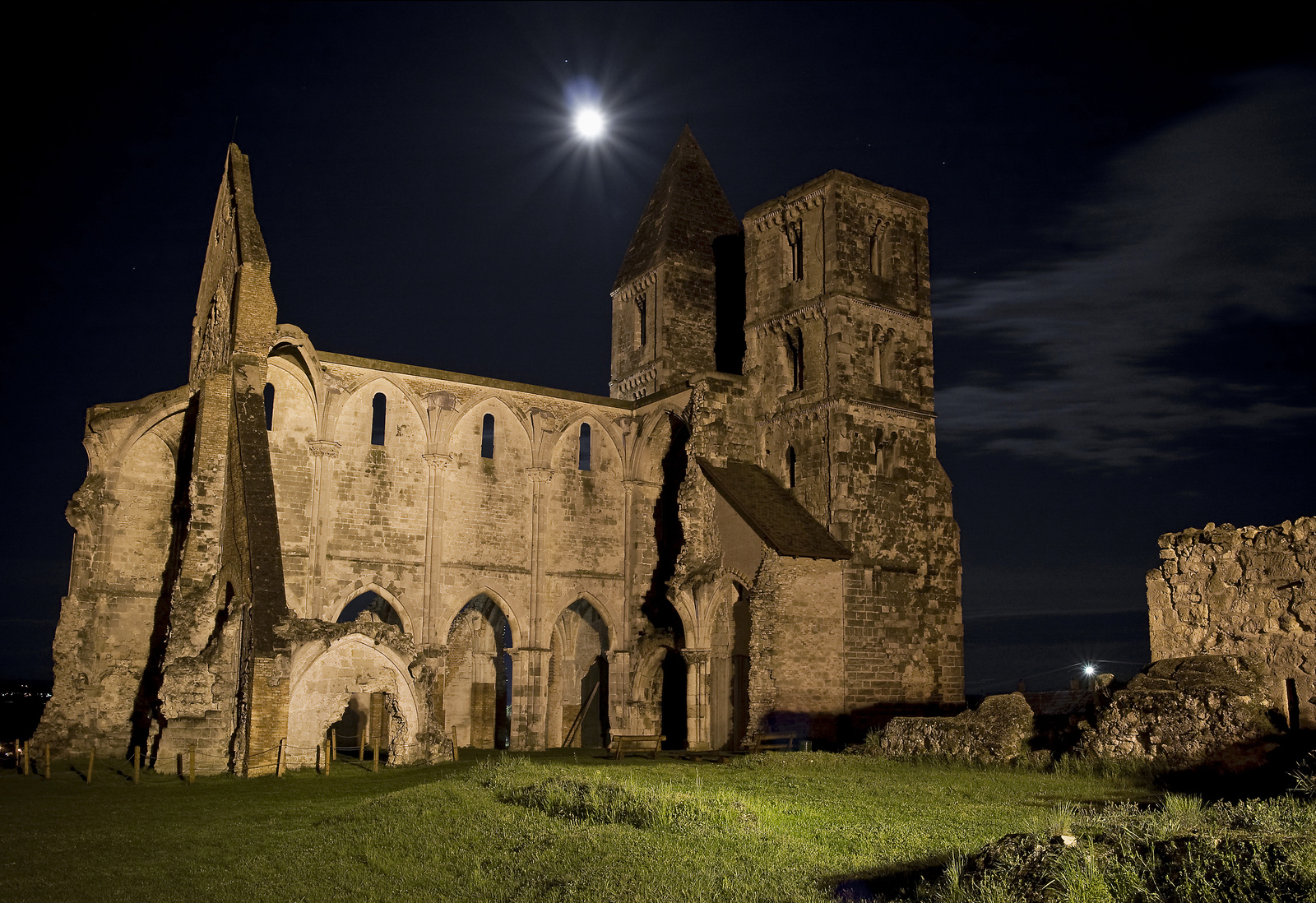
A Premontrei templom romja éjjel, 2008

A rendezvénysorozat alapítói Mátyás Irén és férje, Bicskei Gábor, aki az 1970-es években a Népművelési Intézet színházi referenseként dolgozott. 1982-ben költöztek Zsámbékra, miután Mátyás Irén megpályázta és elnyerte az akkor 2800 lelket számláló község „kultúrigazgatója" címét.
Mivel a Pesttől huszonnégy kilométerre fekvő településre a fővárosból is könnyűszerrel el lehetett jutni és ekkortájt vált a szombat munkaszüneti nappá, Zsámbék pedig tele volt érdekes helyszínekkel, elhatározták, hogy érdemes lenne alakítani, felpezsdíteni az itteni közösséget. Így 1983-ban megalapították a Zsámbéki Szombatok rendezvénysorozatot. Minden szombaton egész napos programokat szerveztek: gyerekelőadásokat, kiállításokat, délutánonként koncerteket, este pedig színházi produkciókat.
A helyi rendezvény a zsámbéki romtemplom látványképére alapozva és további különleges helyszíneit – mint a Török-kút, a Zárdakert vagy a barokk kastély – kihasználva hamarosan országos jelentőségű nyári színházi fesztivállá és csütörtöktől vasárnapig tartó hétvégékké nőtt.

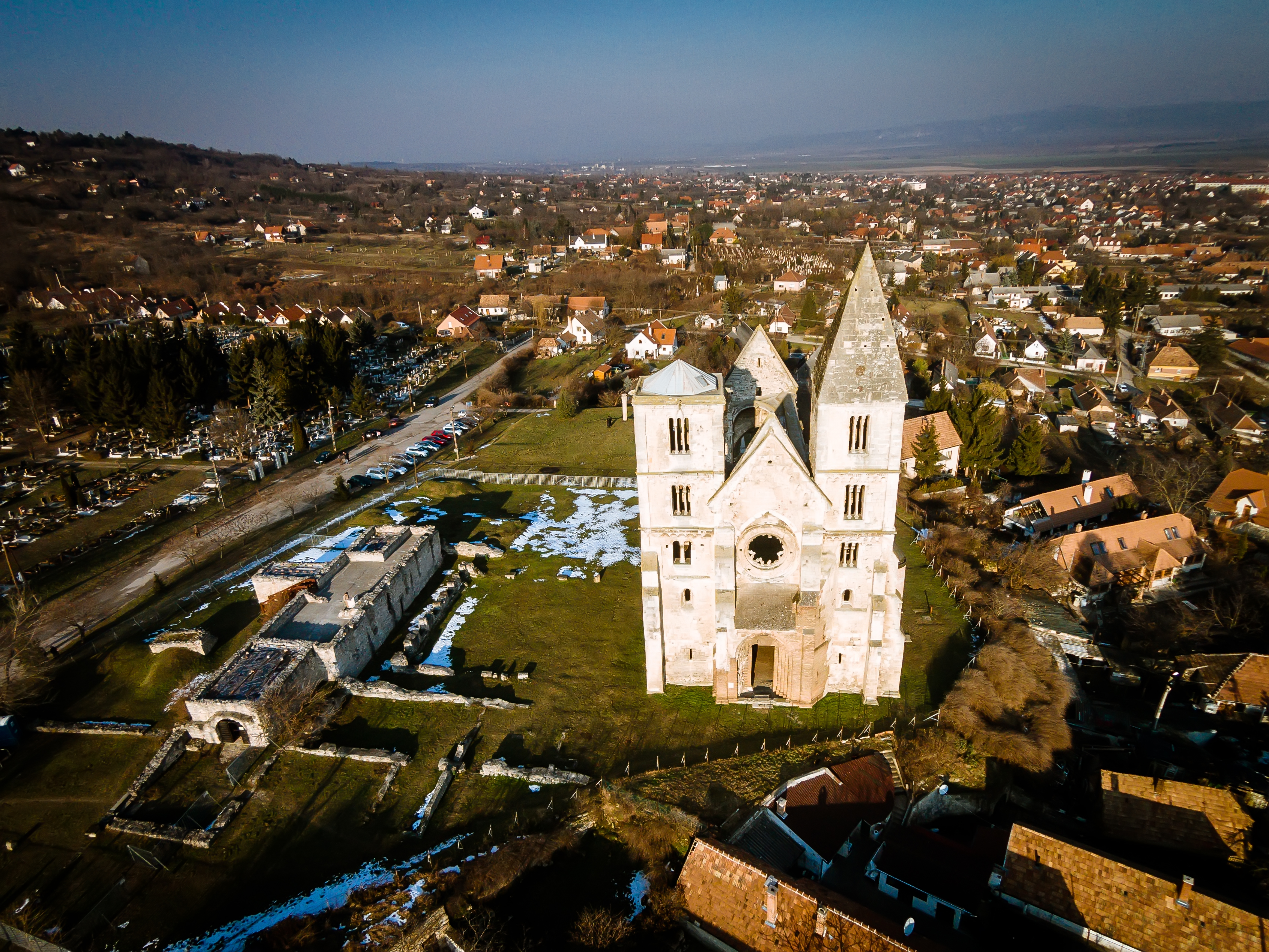
Agárdi Gábor – digilab.hu légi felvétele Zsámbékról, 2015

A nyaranta ismétlődő másfél hónapos, eseménysorozat megszervezésébe már indulásakor is az adott kor szokásainak nem megfelelő módon kezdtek bele: tudták, hogy mit akarnak csinálni és ehhez kellett megkeresniük azokat a formákat, amelyekben meg is lehetett valósítani az elképzeléseiket mások hasonló gondolkodására apellálva, de másfajta kapcsolatok is kibontakoztak. A rendezvény eleinte a frissen alapított nyíregyházi színházzal együttműködésben működött, hiszen Szabolcs-Szatmár-Bereg megyének fontos volt, hogy teátruma Pest környékén is bemutatkozzon, ezért finanszírozták zsámbéki vendégjátékait. Aztán a határon túli magyar produkciók és más vidéki előadások bemutatásához is sikerült pénzt szerezni.
Mivel a nyolcvanas években a magyar színházi avantgárdnak elsősorban az amatőr színjátszás tudott teret adni a hivatalos színházi műsorpolitika mellett, az amatőr társulatok már kezdetektől lehetőséget kaptak. Ezek, az egyre professzionálisabbá váló úgynevezett „alternatívok” aztán a későbbiek folyamán visszajárók lettek, a hagyományos színházak és az újonnan szerveződő amatőr színjátszóknak szervezett táborok, képzések mellett. 1990-ben elhunyt az egyik alapító, Bicskei Gábor, de Mátyás Irén tovább folytatta a rendezvény szervezését.
1992 óta a rendezvény keretei között minden évben megtartják a 3 napos Határokon Túli és Hazai Amatőr Színjátszók Fesztiválját, amin a meghívott erdélyi, felvidéki, kárpátaljai és vajdasági helyi találkozók, versenyek legsikeresebb előadásaihoz csatlakoznak magyarországi résztvevők. A színjátszók találkozhatnak, megismerkedhetnek és anyanyelvükön játszhatnak egymásnak Zsámbék-szerte. A találkozókon neves szakemberekből álló zsűri is értékeli és elemzi a bemutatott produkciókat, segítve ezzel a csoportok fejlődését.
Az 1980-as évekbeli különböző pályázati támogatások, majd a rendszerváltás utáni kulturális finanszírozási rendszer változása is lehetővé tették, hogy egyre több profi társulat is felléphessen. Később már nem csak vendégelőadásokat hívtak meg, hanem saját bemutatókat is tartottak. Ez utóbbiak közül a legelső bemutató a Bukaresti Nemzeti Színházzal közös, Beatrice Bleont rendezte Mester és Margarita volt 1997-ben, román és magyar szereplőkkel. Teljesen kihasználták a zsámbéki romtemplom adta lehetőségeket és szinte díszlet nélkül zajlott az előadás. Ez kijelölte az utat, amelyen a rendezvény szakmailag haladni akart. A műhelymunkára hangsúlyozott alkotómunkák létrehozása és bemutatása mellett a finanszírozást tekintve is nemzetközi távlatot nyitott. Rendszeres fellépők lettek a rendezvényen a vajdasági magyar társulatok is. Mivel azonban az akkor még falusi kultúrház meglehetősen szűkös körben férhetett hozzá pályázati lehetőségekhez, azaz az addig a ház fesztiváljaként működő Zsámbéki Szombatok által elérhető közművelődésügyi pályázati lehetőségek már nem voltak elegendők a továbbfejlődéshez.
1995-től Zsámbéki Nyári Színházként önálló intézményként (mint önkormányzati szabadtéri színház) szerveződött tovább a fesztiválsorozat, hogy hozzáférhessenek a kifejezetten színházi pályázatokhoz is, melyek által független prózai és zenés színházi előadásokat mutattak be Zsámbék több pontján. A Zsámbéki Szombatok Kulturális Fesztivál és Nyári Színház az akkori szakmai pályázati rendszerben viszonylag gyorsan a támogatás szerinti rangsor negyedik helyére került. Mindeközben a vendégjátékok és a saját produkciók közreműködőinek szállása, ellátása – ami a fesztiválra megszerzett külső források majd 20 %-át jelentette – és az ott megforduló fesztivállátogatók által elköltött összegek az ezzel foglalkozó zsámbékiaknak már biztos nyári bevételt jelentett. Majd 1998-ban Mátyás Irén létrehozta Zsámbékon a Tourinform irodát, felfigyelve a fesztivál turizmusfejlesztéssel kapcsolatos összefüggéseire is, mely így már idegenforgalmi pénzekre is pályázhatott.

## Főbb helyszínei

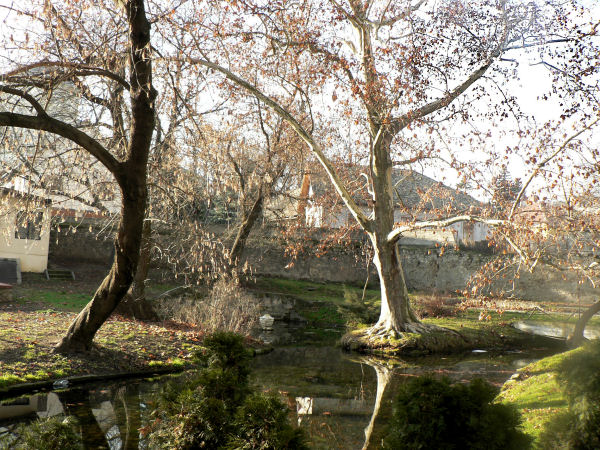
A zsámbéki zárdakert

- Művelődési ház
- Romtemplom
- Barokk plébániatemplom

- Premontrei esték
- Török-kút
- Zárdakert
- Barokk kastély